# Schloss Rhoden

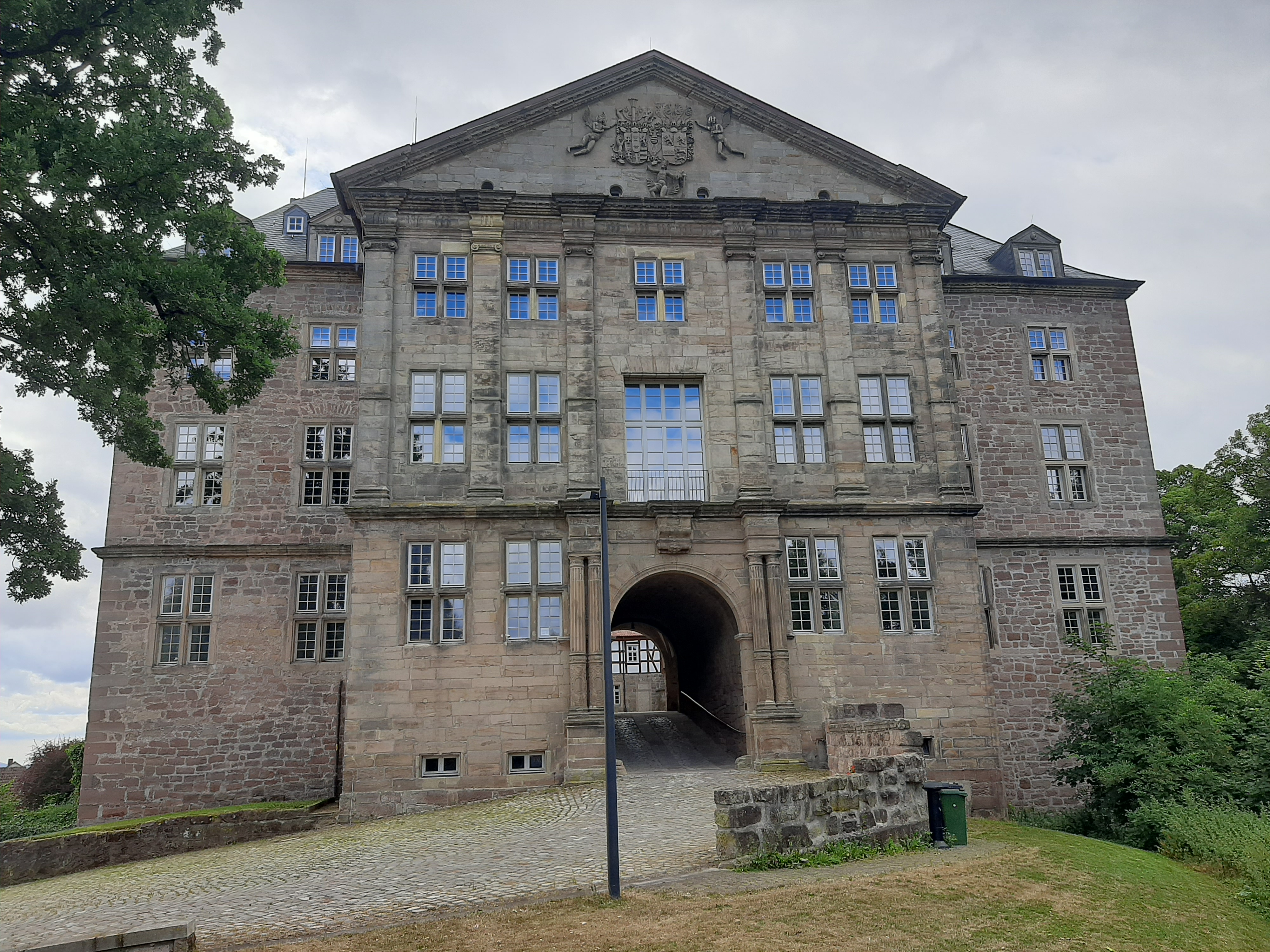
Schloss Rhoden

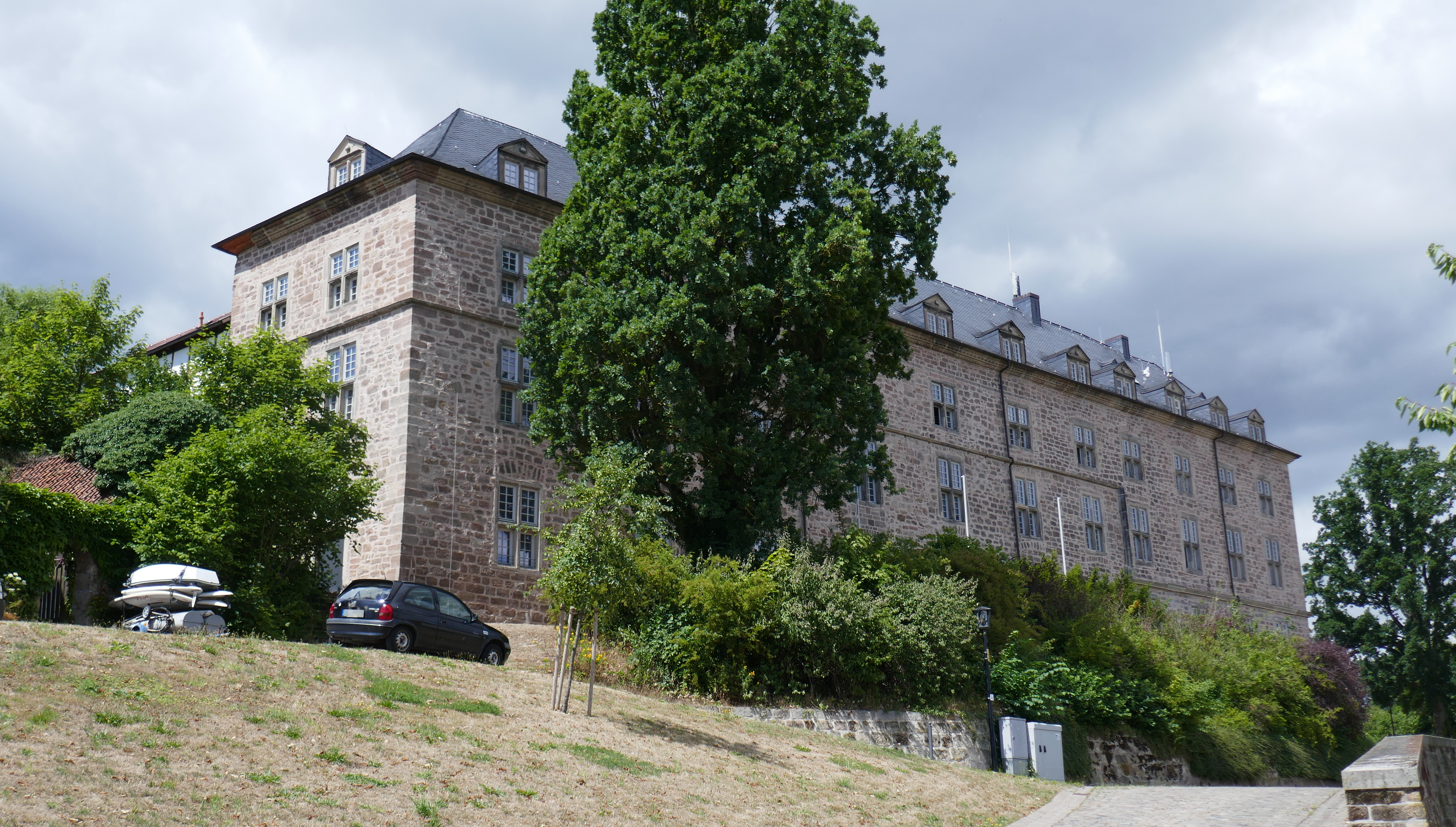
Seitenansicht

Schloss Rhoden ist ein frühbarockes Schloss mit ehemaligem Lustgarten im Diemelstädter Stadtteil Rhoden im nordhessischen Landkreis Waldeck-Frankenberg.

## Geschichte

### Burg
Am Anfang des 13. Jahrhunderts konnten die Grafen von Schwalenberg ihren Einfluss bis an die Diemel ausdehnen. Rhoden kam vermutlich als Paderborner Lehen in ihren Besitz. Zum Schutz des Ortes wurde 1228 bis 1230 auf dem Hagenberg eine Burg errichtet. Urkundlich erwähnt wird diese erstmals 1237 durch Graf Adolf I. von Waldeck und Schwalenberg als Rothem in Castro. Rhoden wurde zum Mittelpunkt des nördlichen Gebietes der Grafschaft Waldeck. Graf Otto I. von Waldeck ließ Rhoden weiter befestigen. Ob er auch eine neue Burg baute oder die bereits bestehende befestigte, ist nicht bekannt. Die Burg war mit Burgmannen, unter anderem mit einer Familie von Rhoden besetzt. 1294 erhoben die Bistümer Köln und Paderborn erfolglos Einspruch gegen die Befestigung. Graf Heinrich IV. von Waldeck verpfändete 1377 Stadt und Burg Rhoden an den Ritter Johann Raven. In der Folgezeit blieb Rhoden verpfändet. Weitere bekundete Pfandinhaber waren Kurt Spiegel zum Desenberg (1390), Landgraf Hermann II. von Hessen (1398) und das Erzbistum Mainz (1426), das eigene Amtmänner einsetzte. Erst Graf Wolrad I. von Waldeck gelang es 1452, Rhoden und die Burg wieder in den uneingeschränkten Besitz der Grafschaft Waldeck zu bringen. 1495, nach dem Tod von Graf Otto IV. von Waldeck zu Landau kam es zu Erbstreitigkeiten und 1508 zur Teilung der Grafschaft: das Amt Rhoden, die Stadt und die Burg gingen je zur Hälfte an die Eisenberger- und Wildunger Linien der Waldecker Grafen.

### Schloss
Der Graf und spätere Fürst Georg Friedrich fasste kurz vor dem Ende des Dreißigjährigen Krieges 1645 den Entschluss zur Erneuerung und Erweiterung der Burg. Der holländische Baumeister Peter Jeanson erhielt den Auftrag, nach den Plänen des französischen Architekten Belle-Roche auf den Grundmauern der ehemaligen Burg das heutige Schloss zu errichten. Die Arbeiten dauerten von 1647 bis 1654. Noch während der Bauzeit entstanden 1650 ein Tiergarten für die Jagd, eine Allee in Richtung „Stucks Forst“, eine Wasserkunst und ein Jagdschloss, das sogenannte Lusthaus. Im Jahr 1651 wurde ein 160 Ellen (ca. 98 Meter) tiefer Schlossbrunnen von etwa drei Meter Durchmesser gegraben. 1655 wurde ein Gefängnis im Gewölbe unter der Burg angelegt. Graf Georg Friedrich nutzte das Schloss nach seiner Fertigstellung als Residenz. 1664 verlegte er diese, nach dem Tod seines Neffen Heinrich Wolrad, nach Arolsen.
Im Jahre 1786 trat Friedrich Karl August zu Waldeck-Pyrmont das Schloss an seinen Bruder Georg I. zu Waldeck-Pyrmont und dessen Familie ab. In den Jahren 1787 bis 1795 wurden wiederum größere Umbaumaßnahmen nach Plänen von C. Escher und Baudirektor Major Johann Matthias Kitz für Prinz Georg vorgenommen. Bis zu ihrer Übersiedlung, im Jahre 1806, nach Pyrmont lebte die Familie im Schloss Rhoden. Danach wurde das Schloss nur noch gelegentlich zu Wohnzwecken der fürstlichen Familien genutzt.
Um 1800 wurden die Innenräume des Schlosses unter der Leitung von Baudirektor Kitz abermals erneuert. Von 1817 bis 1818 wurden die Räumlichkeiten des Schlosses zu Beamtenwohnungen umgebaut. Der Dachboden wurde als Fruchtkammer für Steuerabgaben genutzt. Im Jahre 1900 wurde das Gebäude vom Krankenverein Hannover-Linden zu einem Lehrerinnenerholungsheim mit 30 Gästezimmern umgebaut. Von 1933 bis 1936 wurde das Schloss als Sitz des Reichsarbeitsdienstes und als Reichsarbeitsdienstlager genutzt. Gegen Ende des Zweiten Weltkriegs befanden sich dann einige Handwerksbetriebe und Flüchtlingswohnungen im Schloss.
Die bauliche Innengestaltung ist durch die vielen Nutzungsänderungen als eher dürftig zu bezeichnen. Deutlich erkennbar sind noch Reste der mittelalterlichen Bausubstanz.

### Erbbegräbnis
1794 ließ Erbprinz Georg zu Waldeck im Schlosspark am Westhang des Schlossbergs für seine früh verstorbenen Kinder das „Fürstliche Erbbegräbnis“ mit Mausoleum für die Fürsten von Waldeck im klassizistischen Stil errichten. Es dient noch heute den Nachkommen des ehemaligen Fürstenhauses als Begräbnisstätte. (Vor 1794 wurden die Waldecker Grafen und Fürsten in der Grabkapelle St. Nikolaus in Waldeck-Netze beigesetzt).

## Nutzung als Altenheim
Am 26. August 1920 wurde das Schloss Eigentum des Freistaats Waldeck-Pyrmont. Nach dem Zweiten Weltkrieg, ab 1948, wurden Teile des Schlosses erstmals als Kreisaltenheim genutzt. Von 1978 bis 1985 erfolgte ein Komplettumbau, um eine weitergehende Nutzung als Alten- und Pflegeheim zu ermöglichen. Am 1. Oktober 2008 übernahm das Waldeckische Diakonissenhaus Sophienheim Bad Arolsen die bis dahin kreiseigenen Alten- und Pflegeheime in Flechtdorf (siehe: Landeshospital und das Altenheim) und Rhoden. Heute ist die Waldeckische Domanialverwaltung Eigentümerin des Gebäudes.
Im Jahr 2010 wurde über eine grundlegende und umfassende Modernisierung des Schlosses diskutiert, um das bestehende Altenheim rentabel betreiben zu können. Die Kosten für diese wurden auf ca. 8,1 Millionen Euro geschätzt. Ob die Sanierung durchgeführt werden würde, wollte der Kreistag des Landkreises Waldeck-Frankenberg, der Treuhänder des waldeckischen Domanialvermögens ist, im Dezember 2010 entscheiden. Als mögliche Alternativen wurde auch über einen Leerstand oder den Verkauf des Schlosses nachgedacht.
Auf Grund anhaltender Defizite und einer sich voraussichtlich weiter verschlechternden wirtschaftlichen Situation wurde überraschend eine Schließung per 31. Juli 2011 angekündigt. Zu diesem Zeitpunkt wurde diese vom Betreiber jedoch noch nicht endgültig kommuniziert, ein erneuter Betrieb nach einem Umbau durch die Waldeckische Domanialverwaltung wurde als möglich erachtet. Am 30. November 2011 teilte der Betreiber mit, dass das Altenheim nicht wiedereröffnet und zum Jahresende an die Domanialverwaltung als Eigentümer zurückgegeben werde.

## Weitere Nutzung
Im Jahr 2013 wurde eine umfassende Sanierung begonnen. Sie sollte eine weitere Nutzung für gewerbliche und öffentliche Zwecke ermöglichen. Hauptmieter sollte die Verbands-Energie-Werk Gesellschaft für Erneuerbare Energien mbH (VEW), ein Schwesterunternehmen der Energie Waldeck-Frankenberg GmbH (EWF) werden. Im Rahmen der Sanierung hat die Stadt Diemelstadt auch den Schlossplatz neu gestalten. Das EWF wollte ursprünglich bis Ende des Jahres 2014 einziehen, aber erst seit November 2016 ist das Schloss Rhoden vollständig vermietet.